# 斯尼卡特 (伊利諾伊州)
斯尼卡特（英語：Snicarte）是位於美國伊利諾伊州梅森縣的一個非建制地區。該地的面積和人口皆未知。

## 地理
斯尼卡特的座標為40°07′24″N 89°13′53″W / 40.12333°N 89.23139°W，而該地的平均海拔高度為135米（即443英尺）。